# Puerto de San Pedro de Macorís
El Puerto de San Pedro de Macorís está situado en el río Higuamo, San Pedro de Macoris, República Dominicana. Este puerto se utiliza principalmente para descargar fertilizantes, cemento, clinker, carbón, trigo, diesel y GLP. También se utiliza para exportar el azúcar y las melazas producidas por varios molinos de caña de azúcar de la región. 
El puerto de San Pedro de Macorís es el puerto más antiguo del país, fue construido hacia el final del siglo XIX. Este puerto fue utilizado para recibir la mayor parte de las operaciones del puerto de Santo Domingo, cuando este era incapaz de manejar la capacidad de los barcos en ese momento. 
El Puerto recibió las operaciones vinculadas de Europa y los Estados Unidos. 
Este terminal actualmente se ha reestructurado y se recuperó y se encarga de las operaciones de carga individuales.